# Hegemonía del dólar estadounidense
Se llama hegemonía del dólar estadounidense a la presencia dominante del dólar estadounidense en la economía global. Henry C.K. Liu popularizó el término Dollar hegemony en su artículo «La hegemonía del dólar debe terminar» («Dollar Hegemony has to go») en Asia Times, en abril de 2002. Dicho artículo fue citado por William Clark, Immanuel Wallerstein del Fernand Braudel Center, Greg Moses y James Robertson.
El término describe un fenómeno geopolítico iniciado en el siglo XX, en el cual el dólar estadounidense, una moneda fiduciaria, se convierte en la principal moneda de reserva y de referencia a nivel internacional. Al año 2016, el dólar es utilizado en un 87,6% de las transacciones a nivel mundial, y representa alrededor del 60% de las reservas globales.

## Antecedentes
Con anterioridad al dólar estadounidense, se utilizaba la libra esterlina como moneda de referencia a nivel internacional. Al igual que el dólar, la libra respaldaba inicialmente su valor en oro (llamándose a esta relación patrón oro). Este respaldo fue abandonado por el gobierno británico al finalizar la Primera Guerra Mundial.

## Consolidación de la hegemonía
Tres factores han sido determinantes para que la hegemonía del dólar tenga lugar y se consolide: los Acuerdos de Bretton Woods, la cotización en dólares del petróleo, y el surgimiento del comercio global desregulado.

### Acuerdos de Bretton Woods
Estos acuerdos tienen lugar en julio de 1944, bajo una fuerte influencia por parte de Estados Unidos, la mayor potencia mundial ya establecida previo al final de la Segunda Guerra Mundial. En esas condiciones se define el uso del dólar a nivel global, siempre que su valor estuviese respaldado en oro. En 1971, durante la presidencia de Richard Nixon, se rompe con dicha relación.
Por lo cual el dólar ya no se respalda en el oro, sino exclusivamente en la confianza que le otorga la sociedad, consolidándose a partir de allí su carácter pleno como moneda fiduciaria. Sin perjuicio de ello, continúa su presencia hegemónica en las finanzas globales.

### Cotización en dólares del precio del petróleo
Ocurre a partir de la crisis del petróleo de 1973. Los países exportadores de petróleo (agrupados en la Organización de Países Exportadores de Petróleo, OPEP) obtienen un importante ingreso de divisas en dólares. Este dinero sería destinado parcialmente al desarrollo de sus economías, pero también encontraría como destino el endeudamiento de varios países latinoamericanos que se encontraban bajo regímenes dictatoriales (originando la crisis de la deuda latinoamericana de comienzos de la década de 1980). El grueso de estas deudas, estaban también nominadas en dólares.

### Surgimiento de un comercio financiero global desregulado
A partir del final de la Guerra Fría, la mayoría de las transacciones globales, incluyendo a los países de la ex Unión Soviética, seguirían apoyándose en el dólar estadounidense. China, como potencia económica global, se convierte en el principal acreedor de EE. UU., manteniendo buena parte de sus reservas en bonos de deuda de ese país norteamericano. Contribuyen además las crisis inflacionarias de los países latinoamericanos (consecuencia de las crisis de deuda anteriores), destacándose los casos de Venezuela, Brasil, Argentina y Ecuador.

## Ventajas para Estados Unidos
La hegemonía del dólar le da a Estados Unidos una posición ventajosa en el plano internacional, ya que le permite tener frecuentemente déficits presupuestarios, incurriendo en gastos extraordinarios que son cubiertos con la emisión de moneda.
Asimismo, el país no debe asumir los costos asociados a la conversión de su moneda por otras, dado que la mayor parte del comercio con otras naciones se mueve en dólares. De esta manera, EE. UU. se protege de las fluctuaciones en el tipo de cambio, sin afectar los precios de su mercado interno.

## Impacto en las economías latinoamericanas
En Ecuador, tras varias crisis inflacionarias, se ha realizado en 1999 un reemplazo total de su moneda nacional por el dólar, es decir, una dolarización. Esto ha generado una estabilización monetaria, pero a su vez un aumento en el costo de vida para los ecuatorianos, incrementando la pobreza y reduciendo la competitividad del turismo y la industria.
En Argentina, la avidez por la moneda norteamericana ha generado severos problemas de balanza de pagos durante la segunda mitad del siglo XX e inicios del siglo XXI. En la década de 1990, se implementó una política de convertibilidad, por la cual se fijaba el valor del peso argentino al del dólar. Se buscaba frenar la inflación y estabilizar la moneda nacional, por medio de políticas liberales que incluyeron una apertura comercial y una flexibilización de las condiciones de empleo, facilitando los despidos e incrementando la desocupación y la pobreza. A pesar del elevado costo social, no se logró evitar la constante fuga de divisas. Tanto la pérdida de competitividad que implicaba la paridad peso-dólar, como el fuerte nivel de endeudamiento, fueron factores desencadenantes de la crisis de diciembre de 2001. A partir de la misma, se rompió la paridad entre ambas monedas, y continuó la mencionada avidez por el dólar, que ha retroalimentado los problemas inflacionarios del país. En 2011, un 45% de la demanda de dólares provenía de pequeños ahorristas.

## Críticas y posibles alternativas
La hegemonía monetaria del dólar estadounidense ha dado lugar a numerosas críticas y a propuestas para establecer alternativas. Tradicionalmente, se ha discutido las posibilidades del euro para establecerse como divisa dominante, siendo que la mayor parte de las reservas del Banco Central Europeo se encuentra nominada en dólares.

### Postura del bloque BRICS
En la primera cumbre del bloque integrado por Brasil, Rusia, India, China y Sudáfrica (BRICS) se ha criticado el rol del dólar como moneda de reserva mundial. BRICS posee a 2014 un producto bruto interno (PBI) combinado que casi duplica al de Estados Unidos. Los países miembros han acordado entonces realizar transacciones utilizando sus propias monedas de manera directa, además de la creación de un banco propio como alternativa al FMI y al Banco Mundial. Hacia fines de 2024, el Presidente electo de los Estados Unidos, Donald Trump, amenazó al bloque diciendo: «pedimos que se comprometan a no crear nunca una nueva moneda de los BRICS, y a no respaldar a ninguna otra moneda para reemplazar al potente dólar estadounidense o, enfrentarán aranceles de 100%», reiterando sus amenazas una vez asumido el cargo en enero de 2025.

### Proyectos de moneda global

#### Bancor
Durante los Acuerdos de Bretton Woods, el economista John Maynard Keynes propone instaurar una divisa internacional, el Bancor. Inicialmente el valor de esta nueva unidad monetaria sería establecido en relación con 30 mercancías básicas o commodities. El propósito del Bancor era estabilizar el precio promedio de las mercancías básicas con el del valor del medio internacional de intercambios y acumulación de riqueza (o moneda de reserva).
La iniciativa de Keynes es finalmente desechada en favor de la propuesta norteamericana, reservando el mismo rol del Bancor para el dólar, a cambio de que la Reserva Federal de EE. UU. sostenga su valor en oro. La moneda estadounidense sería adoptada entonces como moneda general de intercambio y ahorro a nivel mundial, y su valor se fijaría permanentemente a una tasa de 35 dólares por onza de oro. Por otra parte, el valor del resto de las monedas nacionales serían establecidas en relación con el dólar.

#### Derechos Especiales de Giro
En el año 1969, el Fondo Monetario Internacional instrumenta los llamados Derechos Especiales de Giro (DEG o SDR, por su significado en inglés), que representan una moneda global respaldada inicialmente por cinco divisas nacionales: el dólar estadounidense, la libra esterlina, el yen japonés, el marco alemán y el franco francés. Estas dos últimas serían reemplazadas por el euro a partir de 1999. A partir de octubre de 2016, se incorpora el yuan chino Los DEG constituyen, por tanto, una canasta de estas cinco monedas, pensada para utilizarse como unidad de cuenta y no en transacciones internacionales. A marzo de 2014, su volumen equivale a aproximadamente 316.000.000.000 USD.
Bajo la gestión del economista Dominique Strauss-Kahn entre 2007 y 2011, el FMI intenta impulsar el uso de los DEG como principal moneda de reserva global, en reemplazo del dólar. El volumen de DEGs se incrementa drásticamente en dicho período, sobre todo como respuesta a la crisis global de 2008. Sin embargo, Strauss-Kahn renuncia al cargo en mayo de 2011 por una acusación de ataque sexual.
 Luego, en una reunión de directores del organismo efectuada en octubre del mismo año, se considera que no debe incrementarse el tamaño de la canasta en DEGs, aludiendo a la necesidad de evitar supuestos costos excesivos y confusiones para los usuarios del instrumento. La iniciativa no ha prosperado desde entonces. La idea original era elevar el volumen de DEGs hasta el equivalente a dos billones USD (seis veces su valor a 2014) para minimizar la necesidad de dólares de los bancos centrales.

### Dinar de oro de Libia
A partir de 1986, el gobierno libio liderado por Muamar el Gadafi comenzó a proponer la creación de una nueva moneda internacional, el dinar de oro. Esta divisa estaría respaldada por las reservas de oro de ese país (144 toneladas a 2011), y en principio tendría la función de reemplazar al dólar en las transacciones internacionales de los países africanos, con especial énfasis en la exportación de petróleo. Libia era, a 2011, el país con mayor control gubernamental sobre este recurso en el mundo. La propuesta final era establecer al dinar de oro como una moneda única para todo el continente, contando ese mismo año con el apoyo de la mayoría de los países árabes y de los africanos, a excepción de Sudáfrica y del líder de la Liga Árabe. Esta iniciativa era rechazada tanto por Estados Unidos como por la Unión Europea, y habría sido una de las razones que motivaron la intervención militar llevada a cabo en ese entonces.

### Avance del yuan
El crecimiento de la economía china a partir de finales del siglo XX ha dado vigor a su moneda, el yuan, que ha incrementado su valor respecto del dólar estadounidense. Esto posiciona a la divisa china como una posible alternativa para utilizarse como reserva a global. A partir de la década de 2010, el gobierno chino ha impulsado medidas orientadas a la internacionalización del yuan. Estas medidas incluyen la presencia de los bancos chinos en las principales plazas financieras del mundo, así como la realización de acuerdos de respaldo monetario mutuo con varios países (swap financieros). Asimismo, se han iniciado gestiones ante el FMI para incluir al yuan en la canasta de DEGs, lo que se concretó en octubre de 2016. El yuan pasó a ser la tercera divisa con mayor peso dentro de la canasta, con un 10,92% del total, por encima del yen japonés y la libra esterlina.

### Rol de las criptomonedas
La aparición de las llamadas criptomonedas, como Bitcoin, representa un nuevo paradigma en materia de reserva de valor. El Bitcoin, por ejemplo, ha incrementado su valor unitario de 0,003 USD en 2010 a casi 100.000 USD en 2024, si bien sufre de bruscas variaciones en su cotización.
El uso de estas criptomonedas en actividades ilegales, así como la imposibilidad por parte de los estados nacionales de establecer políticas impositivas sobre transacciones realizadas a través de este instrumento, son motivo de controversias. Bolivia y Ecuador se han convertido en los primeros países en prohibir explícitamente el uso de criptomonedas, en junio y julio de 2014 respectivamente. En el caso particular de Ecuador, cuya economía se encuentra dolarizada, se ha dispuesto además la creación de una criptomoneda nacional y oficial.